# Sorbo Serpico
Sorbo Serpico är en ort och kommun i provinsen Avellino i regionen Kampanien i Italien. Kommunen hade 602 invånare (2017).